# جماز السحيمي
جماز عبد الله السحيمي (1945 - 28 نوفمبر 2017) رجل أعمال سعودي ورئيس هيئة السوق المالية السعودية سابقا.

## عن حياته
ولد عام 1945 في القويعية على بعد 130 كليومترا غرب الرياض وحصل على بكالوريوس في الهندسة الكهربائية من جامعة الملك سعود، وماجستير في الهندسة الكهربائية من «جامعة واشنطن» في مدينة سياتل الأمريكية وعلى الرغم من خلفيته الاكاديمية «الهندسية» الا انه انضم للعمل في القطاع المالي والمصرفي بعد حصوله على دورة تدريبية لمدة 8 شهور في الأعمال المالية والمصرفية في مانهاتن بنيويورك ولقد تقلد العديد من المناصب، من بينها وكيل محافظ مؤسسة النقد العربي السعودي في عام 1989 وتم تعيينه أول رئيس لهيئة السوق المالية في عام 2004 واستمر في هذا المنصب حتى عام 2006، وانتقل بعدها إلى بنك الخليج الدولي كرئيس مجلس إدارة.

## وفاته
توفي يوم الثلاثاء 10 ربيع الأول 1439 هـ الموافق 28 نوفمبر 2017 عن عمر يناهز 72 عاماً ولقد تمت الصلاة عليه يوم الأربعاء في مدينة الرياض ودفن بها.